# Tsubasa Yokotake
Tsubasa Yokotake (Hiroshima, 30 augustus 1989) is een Japans voetballer.

## Carrière
Tsubasa Yokotake tekende in 2008 bij Sanfrecce Hiroshima.